# Гриченков, Сергей Валерьевич
Сергей Валерьевич Гриченков (8 июля 1986) — российский футболист, защитник.
Воспитанник ДЮСШ ЦСКА с 1992 года. В 2002—2006 выступал за дублирующий состав клуба. В 2003 провёл один матч в 1/8 Кубка Премьер-лиги, сыграл два матча в победном для ЦСКА кубке России 2005/06. Во второй половине сезона-2006 перешёл в ростовский СКА из второго дивизиона, следующий год провёл в стерлитамакском «Содовике». В 2008 выступал за латвийский «Динабург», в 2009 — в клубе второго российского дивизиона «Локомотив-2» Москва. По окончании сезона 2009 года «Локомотив-2» принял решение не продлевать контракт с игроком.